# فريد 2: ليلة فريد الحي
فريد 2: ليلة فريد الحي (بالإنجليزية: Fred 2: Night of the Living Fred)‏ هو فيلم كوميديا ورعب تليفزيوني تم إنتاجه في الولايات المتحدة وصدر سنة 2011 بطولة جون سينا ولوكاس كروكشانك وهو الجزء الثاني من سلسلة أفلام «فريد».

## القصة
يشك فريد في أن مدرس الموسيقى الجديد الخاص به هو مصاص دماء وينطلق لإثبات نظريته.

## وصلات خارجية
فريد 2: ليلة فريد الحي على موقع IMDb (الإنجليزية)
- فريد 2: ليلة فريد الحي على موقع روتن توميتوز (الإنجليزية)
- فريد 2: ليلة فريد الحي على موقع نتفليكس (الإنجليزية)
- فريد 2: ليلة فريد الحي على موقع أول موفي (الإنجليزية)
- فريد 2: ليلة فريد الحي على موقع فيلمافينيتي (الإسبانية)
- فريد 2: ليلة فريد الحي على موقع قاعدة بيانات الفيلم (الإنجليزية)
- فريد 2: ليلة فريد الحي على موقع ليتربوكسد (الإنجليزية)
- فريد 2: ليلة فريد الحي على موقع كينوبويسك (الروسية)